# Stadio Diego Armando Maradona
Stadio Diego Armando Maradona je stadion v zahodnem delu mesta Neapelj, natančneje v četrti Fuorigrotta. Gre za tretji največji nogometni stadion v Italiji (večja od njega sta le milanski San Siro in rimski Stadio Olimpico. Na stadionu igra najuspešnejši neapeljski klub S.S.C. Napoli.